# 麻生美代子
麻生 美代子（あそう みよこ、1926年〈大正15年〉4月7日 - 2018年〈平成30年〉8月25日）は、日本の声優、女優。東京俳優生活協同組合最終所属。

## 生涯

### 生い立ち
東京府北豊島郡滝野川町田端（現在の東京都北区田端）生まれ、東京市下谷区御徒町（現在の東京都台東区台東・台東区東上野（1964年までは台東区御徒町））育ち。旧海軍にて艦船・航空機の位置確認のための天体観測に従事。1945年の東京大空襲で被災。母の実家のある千葉県に疎開し、肺病を患って2年くらい療養に専念。

### キャリア
その後、文化学院に入学し、友人から新児童劇団に誘われて学生時代から演劇を志す。1947年、新児童劇団入団。小堀誠に師事していた時期もあった。大人向けの演劇に興味がわいて、1956年7月、劇団葦に入団し、芝居を続けながら、収入を得るためにラジオドラマなどに出演し、主に舞台女優や声優として活動。1963年4月に劇団葦を退団し、同年8月に劇団新劇場に入団。その後、江崎プロダクションを経て、最後は東京俳優生活協同組合に所属していた。
一時は新聞社に勤めており、新聞記者として取材をしていた。民間放送が始まった頃にTBSのアナウンサー1期生の入社試験を受けて合格したが、身体検査で以前の肺の病を理由に落選した。
アニメ『サザエさん』では磯野フネ役を1969年10月5日の放送開始から2015年9月27日まで演じており、母性を感じさせる優しく落ち着いた声で、長年「日本のお母さん」として多くのファンに親しまれた。
2006年には市川準監督の実写映画『あおげば尊し』にて、加藤武の妻にしてテリー伊藤の母親役を演じた。
2009年6月、急病（のちに腸閉塞と発表）のため短期間休業。そのため、『サザエさん』のフネ役は1週分（6月14日放送分）を谷育子、『和風総本家』のナレーションは1か月ほどを池田昌子が代役を担当した。『サザエさん』では、本編冒頭に麻生の休業と谷による代役を伝えるテロップが流された。

### 晩年・死去
2011年、『サザエさん』の功績から加藤みどり、永井一郎、貴家堂子と共に第7回東京アニメアワード功労賞を受賞。
2012年、第6回声優アワード功労賞を受賞。
2015年、約46年間演じた『サザエさん』のフネ役を同年9月27日放送分をもって卒業。麻生の年齢を考慮しての交代で、後任は寺内よりえとなった。
ナレーションを務めている『和風総本家』はフネ役降板後も続投していたが、2017年8月24日放送分からは島本須美と分担して担当となり、2018年3月22日の放送回をもって卒業。同年3月20日に行われたこの番組のナレーション収録が、生前最後の仕事となった。
2018年8月25日午前7時23分、老衰のため、死去。満92歳没（享年93）。訃報は翌月3日に発表された。所属事務所の理事長・朝田孝二によれば、死去する前日の夜に睡眠時間が長くなったことから、朝田や親族などが集まり付き添う中で静かに息を引き取ったといい、「最期はまるで笑っているかのようだった」と語っている。
麻生の死去を受けて、2018年9月6日放送の『和風総本家』では番組の最後に追悼VTRが流れ、麻生の生前の写真と「ニッポンっていいな〜和風総本家のお時間です」というナレーション共に、「麻生さん ありがとうございました ご冥福をお祈りします」という追悼メッセージが流れた。フネ役を演じた『サザエさん』でも、9月9日の放送で追悼のテロップが流れた。

## 人物・エピソード
声種はアルトからメゾソプラノ。
アニメ、洋画に多数出演していた。
日本女性らしい穏やかな声質であることから、演じる役柄は高齢の女性かつ威厳のある役、中年以上の女性役を数多く演じていた。
多趣味でシャンソン、水泳、油絵などをたしなみ、とくにスキューバダイビングは47歳から80歳まで続けたという。海が好きであったことからスキューバを始めたという。特技は演画。
ヘビースモーカーを自認していたが、死去の2年前からは禁酒・禁煙していた。また、関係者によれば病気知らずで、最後の仕事を終えた2018年4月以降も元気に過ごしていたという。
免許・資格は普通自動車。
父は師匠の元で表具師の修業をしていた時期もあった。夫は音響監督の左近允洋。2008年3月10日に死去し、同月14日放送の『徹子の部屋』ゲスト出演は夫の喪を秘しての出演だった。
鈴置洋孝プロデュースの舞台には常連として出演していた。鈴置はみずからがプロデュースする舞台へ上がってもらうために、『煙が目にしみる』の台本を渡して出演を懇願したが、麻生が台本を最初に読んだ時の印象は「これのどこが面白いの？」だったという。また、2006年に死去した鈴置に過去の火葬場を舞台にした作品と重ねて「『煙が目にしみる』が現実になるなんて!! 冗談きつ過ぎるよ。何度つぶやいた事か。」と語っている。鈴置の死後は、鈴置と関係のあった人物の集まりから結成された演劇集団『鈴舟』にて「船頭」であった。
『サザエさん』ではレギュラー声優陣のなかで最年長であったため、収録現場を取り仕切る役目を担っていた。フネはおしとやかな性格だったが、麻生自身は朝田孝二が語るところの「明るく朗らかでチャーミングなおばあちゃん」で、サザエ役の加藤みどりは「何かあれば麻生さんに相談できて、頼りになる先輩」と語り、80歳を超えても声は健在で滑舌も良く、先輩として皆の目標になっていたという。
最晩年は、若い役者との交流が「元気の源」であり、月に2回ほど自宅に招いては手料理と酒を振る舞っていたという。このことを麻生は「役者じゃ食っていけない。それは私が一番知っている。だからご飯を食わせてやるんですよ。私はお母さんでしょうか。若い男たちと一緒にいると、若さを分けてもらえるようなかんじ。これが今の生き甲斐ですね」と語っていた。
増山江威子は新児童劇団（現在の劇団新児童）在籍時に指導担当だった麻生に師事していた。前述しているが麻生も子供時代に同劇団に在籍していたため、先輩後輩の関係でもあった。

## 後任
麻生の高齢に伴う卒業・降板および死後、持ち役・ナレーションを引き継いだ人物は以下の通り。
| 後任       | 役名                 | 概要作品                  | 後任の初担当作品                |
| ---------- | -------------------- | ------------------------- | ------------------------------- |
| 寺内よりえ | 磯野フネ             | 『サザエさん』            | 2015年10月4日放送回             |
| 島本須美   | ナレーション         | 『和風総本家』            | 2018年4月12日放送回             |
| 勝生真沙子 | フローラ             | 『眠れる森の美女』        | 『ちいさなプリンセス ソフィア』 |
| 江森浩子   | ロッテンマイヤー     | 『教えて!トライさん』     | 2022年                          |
| 堀越真己   | チーズフォンデュさん | 『それいけ!アンパンマン』 | 2023年11月3日放送回             |
| 真山亜子   | コロン               | 『らんま1/2』             | テレビアニメ第2作               |

## 出演
太字はメインキャラクター。

### テレビアニメ
1963年
- 鉄腕アトム (アニメ第1作)

1967年
- 魔法使いサリー（1967年 - 1968年、ウルトラ婆さん）
- リボンの騎士（乳母）

1968年
- あかねちゃん（園長）
- ドカチン（バババ）

1969年
- ゲゲゲの鬼太郎（第1作）
- サザエさん（1969年 - 2015年、磯野フネ〈初代〉）
- もーれつア太郎

1970年
- ひみつのアッコちゃん（キク）
- 昆虫物語 みなしごハッチ

1971年
- あしたのジョー（ユリの母）
- さすらいの太陽（峰静子）
- さるとびエッちゃん
- ふしぎなメルモ（メルモのおばさん）

1972年
- 樫の木モック（魔女、老人魚）

1973年
- けろっこデメタン（モリ子、タニシ）
- ど根性ガエル（1973年 - 1974年、南の母 他）
- 山ねずみロッキーチャック（ナレーター、グラニーばあさん）

1974年
- アルプスの少女ハイジ（ロッテンマイヤー）
- 科学忍者隊ガッチャマン（おばさん）
- 昆虫物語 新みなしごハッチ（アグリ）
- てんとう虫の歌（一週休美）

1975年
- みつばちマーヤの冒険（カッサンドラ先生）

1976年
- キャンディ・キャンディ（メリージェーン）
- ハックルベリィの冒険（ワトソン）
- 母をたずねて三千里（カタリナ）
- ピコリーノの冒険（ジュリエッタ、ナレーター）

1977年
- あしたへアタック!（聖加代）
- あらいぐまラスカル（ハケット）
- 一発貫太くん（戸馳久美子）
- シートン動物記 くまの子ジャッキー（エレン）
- 女王陛下のプティアンジェ（バーバラ）
- ポールのミラクル大作戦（魔女、ガチョ）
- ろぼっ子ビートン

1978年
- 闘将ダイモス（1978年 - 1979年、おかね、マルガレーテ）
- ペリーヌ物語（女房、ルクリ）
- 星の王子さま プチ・プランス（ママ）
- 若草のシャルロット（老婆）

1979年
- 赤毛のアン（レイチェル・リンド）
- 銀河鉄道999（フィメール、下宿のおばさん）
- シートン動物記 りすのバナー（ナレーター）
- まえがみ太郎（ばあさま）

1980年
- ニルスのふしぎな旅（1980年 - 1981年、アガール、フレッドの母 他）
- 坊っちゃん（清）

1981年
- 新・ど根性ガエル
- ハロー!サンディベル（スコット夫人）
- まいっちんぐマチコ先生（麻衣マツコ）

1982年
- アンドロメダ・ストーリーズ（タラマ）
- わが青春のアルカディア 無限軌道SSX（アニータ）
- 南の虹のルーシー（おばあさん）

1983年
- キャプテン（谷口タカオの母）
- まんが日本史（ねね）

1984年
- 宗谷物語（菊江）
- 森のトントたち（ムオリ）

1985年
- うる星やつら（ばあちゃん）

1986年
- 青春アニメ全集
  - 「野菊の墓」（とみ）
  - 「ビルマの竪琴」（婆さん）

1987年
- グリム名作劇場（1987年 - 1988年、魔法使い、魔女）

1988年
- 新グリム名作劇場（魔女）
- ひみつのアッコちゃん（お菊ばあさん）

1989年
- らんま1/2 熱闘編（1989年 - 1992年、コロン、祈祷師）

1990年
- チンプイ（侍女）

1991年
- 丸出だめ夫（ボスの母）

1992年
- クッキングパパ（千代）
- 見ると強くなる 痛快!横綱アニメ ああ播磨灘（今村多恵）

1994年
- 幽☆遊☆白書（長老）

1995年
- アニメ世界の童話（野ネズミ）
- アメリカ物語 ファイベルの冒険（ママ）
- ロミオの青い空（ミミ）

1998年
- 吸血姫美夕（水族館館長〈八百比丘尼〉）
- MASTERキートン（ジェリー・バーナム）

2001年
- ヴァンドレッド the second stage（グラン・マ）

2002年
- 犬夜叉（生姜）
- それいけ!アンパンマン（チーズフォンデュさん〈初代〉）

2003年
- 鋼の錬金術師（2003年 - 2004年、ピナコ・ロックベル）
- 人間交差点（広川サチ）
- 名探偵コナン（2003年 - 2009年、観野弥生、高遠小恵子）

2004年
- 銀河鉄道物語（草薙イネ）
- マリア様がみてる（シスター・上村） - 1シリーズ+特別編

2007年
- エル・カザド（サルマ）
- Devil May Cry（マーグレット）

2008年
- 紅（老婆）
- 全力ウサギ（エイギョウの祖母）

2009年
- CLANNAD 〜AFTER STORY〜（岡崎史乃）
- 鋼の錬金術師 FULLMETAL ALCHEMIST（ピナコ・ロックベル）

### 劇場アニメ
1974年
- ジャックと豆の木（おっ母）

1979年
- アルプスの少女ハイジ（おばあさま）
- 銀河鉄道999（トチローの母）

1981年
- キャプテン（谷口の母）

1982年
- オズの魔法使い（北の魔女）
- ドラえもん のび太の大魔境（侍女）

1983年
- ナイン オリジナル版（雪美の祖母）

1988年
- 火の雨がふる（野沢ミツ子）

1991年
- らんま1/2 中国寝崑崙大決戦! 掟やぶりの激闘篇!!（おばば）

1992年
- らんま1/2 決戦桃幻郷! 花嫁を奪りもどせ!!（コロン）
- リトルツインズ ぼくらの夏が飛んでいく（ハラ）

1996年
- ドラゴンクエスト列伝 ロトの紋章（ゴラン）

2000年
- ドラえもん のび太の太陽王伝説（侍女）

2005年
- 劇場版 鋼の錬金術師 シャンバラを征く者（ピナコ・ロックベル）

2010年
- 怪談レストラン（レイコのおばあちゃん）

### OVA
1988年
- ザナドゥ ドラゴンスレイヤー伝説（シェリン）

1989年
- 紅い牙 ブルー・ソネット（鏑木）

1990年
- しあわせのかたち（仲居）

1992年
- リトルツインズ（ハラ）

1993年
- らんま1/2 シャンプー豹変!反転宝珠の禍（コロン）

1994年
- らんま1/2 道を継ぐ者 前篇（コロン）

1995年
- らんま1/2 SUPER ああ呪いの破恋洞! 我が愛は永遠に（コロン）

2010年
- らんま1/2 悪夢!春眠香（コロン）

2011年
- FAIRY TAIL 〜ようこそ フェアリーヒルズ!!〜（ヒルダ）

2017年
- 魔法使いの嫁 星待つひと（新倉真弓〈老婆〉） - コミックス第7〜8巻アニメーションDVD付き特装版

### Webアニメ
- 亡念のザムド（2008年、サンノオバ[45]）

### ゲーム
1990年
- らんま1/2 ※PCエンジン版（コロン）

1991年
- らんま1/2 とらわれの花嫁（コロン）

1992年
- らんま1/2 打倒、元祖無差別格闘流!（コロン）

1996年
- TIZ -Tokyo Insect Zoo-（女王シロアリ）

2001年
- 松本零士999 〜Story of Galaxy Express 999〜（大山摂子）

2003年
- ゲゲゲの鬼太郎 異聞妖怪奇譚

2004年
- 鋼の錬金術師2 赤きエリクシルの悪魔（ピナコ・ロックベル）

2005年
- キングダム ハーツII（フローラ）

2006年
- CLANNAD（岡崎史乃）

2010年
- キングダム ハーツ バース バイ スリープ（フローラ）

### 吹き替え

#### 女優
コリーン・デューハースト
- 愛の選択（エステル・ウィッティア）
- 赤毛のアンシリーズ（マリラ・カスバート）
  - 赤毛のアン
  - 続・赤毛のアン/アンの青春
  - 赤毛のアン/アンの結婚

- デッドゾーン（ヘンリエッタ）

モーリン・ステイプルトン
- お葬式だよ全員集合!（メアリー・スカンラン）
- コクーン（メアリー・ラケット）
- コクーン2/遥かなる地球（メアリー・ラケット）※テレビ朝日版

#### 映画
- 愛がこわれるとき（クロエ・ウィリアムズ〈エリザベス・ローレンス〉）※ソフト版
- 愛と哀しみの旅路（カワムラ夫人〈シズコ・ホシ〉）※ソフト版
- アウトロー（サラ〈ポーラ・トルーマン〉）※テレビ朝日版
- アダムス・ファミリー サン 再結集（アダムスおばあちゃん〈エステル・ハリス〉）
- アンボーン（ソフィ・コズマ〈ジェーン・アレクサンダー〉）
- いつか眠りにつく前に（アン・ロード〈ヴァネッサ・レッドグレイヴ〉）
- エイプリルの七面鳥（ドッティ〈アリス・ドラモンド〉）
- エクソシスト（メアリー・カラス〈バシリキ・マリアロス〉）※日本テレビ版（BD収録）
- オースティン・パワーズシリーズ（フラウ・ファービッシナ〈ミンディ・スターリング〉）
  - オースティン・パワーズ
  - オースティン・パワーズ:デラックス
  - オースティン・パワーズ ゴールドメンバー（シャロン・オズボーン）
- お嬢さん、お手やわらかに!（アネットの母）※フジテレビ版（DVD・Blu-ray収録）
- 過去ある喝采（ディラニー夫人〈アグネス・ムーアヘッド〉）※フジテレビ版
- 風と共に去りぬ（マミー〈ハティ・マクダニエル〉、ナレーター）※JAL機内上映版
- 吸血狼男（召使い〈イヴォンヌ・ロメイン〉）※フジテレビ版（DVD収録）
- 吸血鬼ドラキュラ（ゲルダ〈オルガ・ディッキー〉）
- 吸血鬼ドラキュラの花嫁（ヘルガ・ラング〈モナ・ウォッシュボーン〉）※TBS版、（グレタ〈フリーダ・ジャクソン〉）※フジテレビ版
- 巨大クモ軍団の襲撃（ベティ・ジョンソン）
- グレートレース（へスター・グッドボディ〈ヴィヴィアン・ヴァンス〉）※テレビ朝日版
- 激突!（ガソリンスタンドの女店主〈ルシール・ベンソン〉）※テレビ朝日版
- コールド マウンテン（マディ〈アイリーン・アトキンス〉）※ソフト版
- 好奇心
- 仔鹿物語（オリー・バクスター〈ジェーン・ワイマン〉）※テレビ朝日版
- サイコ2（エマ・スプール医師〈クローディア・ブライアー〉）
- サルバドル/遥かなる日々
- サンタクロース ※テレビ朝日版
- サンタリア 魔界怨霊
- 幸せの向う側（ロザリー・サリヴァン〈ケイト・リード〉）
- 終身犯（ステラ・ジョンソン〈ベティ・フィールド〉）※テレビ朝日版
- ショコラ（アルマンド〈ジュディ・デンチ〉）
- スーパーマン リターンズ（マーサ・ケント〈エヴァ・マリー・セイント〉）
- スケアクロウ（ダーリーン〈アイリーン・ブレナン〉）※テレビ朝日版
- ステイン・アライブ（トニーの母親〈ジュリー・ボヴァッソ〉）
- ゾンビコップ（ガートルード・ベルマン〈イヴォンヌ・ピーティー〉）※フジテレビ版（BD収録）
- ダーククリスタル（オウグラ / "秘密"の守護者〈ビリー・ホワイトロー〉）※VHS版、フジテレビ版、BD版
- タイムマシン（ウォチット夫人〈フィリーダ・ロウ〉）※ソフト版
- タイム・マシン 80万年後の世界へ（ウォチット夫人〈ドリス・ロイド〉）
- 大陸横断超特急（リタ〈ルシール・ベンソン〉）※テレビ朝日版
- 誰が為に鐘は鳴る（ピラー〈カティーナ・パクシヌー〉）※TBS版
- DUST ダスト（アンジェラ〈ローズマリー・マーフィ〉）
- 小さな恋のメロディ（メロディの祖母〈ヒルダ・バリー〉）※LD版（2015年12月22日発売のBD収録）
- テスタメント（ファニア〈リリア・スカラ〉）※テレビ朝日版
- デューン/砂の惑星（ガイウス・ヘレン・モヒアム〈シアン・フィリップス〉）※テレビ朝日版（BD収録）
- ドライビング Miss デイジー（デイジー・ワサン〈ジェシカ・タンディ〉）※機内上映版
- ドリームチャイルド（アリス・ハーグリーヴズ〈コーラル・ブラウン〉）※テレビ朝日版
- 南部の唄（ジョニーの祖母〈ルシール・ワトソン〉）※BVHE版
- 野のユリ（マザー・マリア〈リリア・スカラ〉）
- 裸の銃を持つ男（市長〈ナンシー・マーシャン〉）※ソフト版
- 裸足で散歩（エセル・バンクス〈ミルドレッド・ナトウィック〉）※東京12ch版
- ハリー・ポッターと秘密の部屋（マダム・ポンフリー〈ジェマ・ジョーンズ〉[46]）
- ハワイ（ママラ女王〈ジョスリン・ラガード〉）※TBS版
- 晩秋（ベティ・トレモント〈オリンピア・デュカキス〉）※ビデオ版
- フライド・グリーン・トマト（ニニー・スレッドグッド〈ジェシカ・タンディ〉）
- フランス軍中尉の女（トランター夫人〈シャーロット・ミッチェル〉）※TBS版
- プリティ・ブライド（マギーの祖母〈ジーン・シェトラー〉）
- ブルース・ブラザース（ペンギン〈キャスリーン・フリーマン〉）※フジテレビ旧録版
- フレンジー（グラディス〈エルシー・ランドルフ〉）※テレビ朝日版
- フォロー・ミー（フレイマー〈アネット・クロスビー〉）※日本テレビ版
- ベニイ・グッドマン物語（ドーラ・グッドマン）
- 星の国から来た仲間（グリンドリー夫人〈リタ・ショウ〉）※劇場公開版
- 慕情（アデリーン・パーマー＝ジョーンズ〈イソベル・エルソム〉）※日本テレビ旧録版
- ポルターガイスト2（タンジーナ〈ゼルダ・ルビンスタイン〉）
- マーニー（バーニス・エドガー〈ルイーズ・ラサム〉）※テレビ朝日版
- マイケル（パンジー・ミルバンク〈ジーン・ステイプルトン〉）
- 招かれざる客（ジョンの母親〈ビア・リチャーズ〉）
- マンハッタン無宿（リンガーマンの母〈ベティ・フィールド〉）※日本テレビ版
- Mr.レディMr.マダム2（バルディ夫人〈パオラ・ボルボーニ〉）
- ミニミニ大作戦（ミス・ピーチ）※機内上映版
- ミュージック・オブ・ハート（アスンタ・ガスパー〈クロリス・リーチマン〉）
- めぐり逢い（ジニー伯母〈キャサリン・ヘプバーン〉）
- メビウス（祖母〈ロイス・スミス〉）
- 許されざる者（ヘイガー・ローリンズ〈ジューン・ウォーカー〉）
- 夜の大捜査線（ママ・カレバ〈ビア・リチャーズ〉）※テレビ朝日版（BD収録）
- ラスト・アクション・ヒーロー（ダニーの学校の教師〈ジョーン・プロウライト〉）※フジテレビ版（デラックスエディションBlu-ray収録）
- ラビリンス/魔王の迷宮（がらくたレディ〈演：カレン・プレル、声：デニース・ブライヤー〉）※フジテレビ版
- 若草物語（マーチ叔母さん〈ルシル・ワトソン〉）※NHK版
- わんぱくデニス（マーサ・ウィルソン〈ジョーン・プロウライト〉）

#### ドラマ
- ER緊急救命室
  - シーズン3 #9（マクコート〈ヴェラ・ロックウッド〉）
  - シーズン4 #20（ローレッタ〈ジャネット・ロトブラット〉）
  - シーズン5 #10（フロッシー・ハットン〈パトリシア・フレイザー〉）
  - シーズン12 #19（プーラー〈ダイアン・ラッド〉）
- 奥さまは魔女（フィリス・スティーブンス〈代役〉〈マーベル・アルバートソン〉）
- 母さんは28年型（グラディス・クラブトリー〈アン・サザーン〉）
- かわいい魔女ジニー（トニーの母〈スプリング・バイイントン〉 他）
- 刑事コロンボシリーズ
  - 刑事コロンボ 二枚のドガの絵（マチルダ・フランクリン〈ジョアン・ショーリー〉）
  - 刑事コロンボ 死の方程式（ドリス・バックナー〈アイダ・ルピノ〉）
  - 刑事コロンボ 黒のエチュード（リジー・フィールディング〈マーナ・ロイ〉）※日本テレビ版
  - 刑事コロンボ 白鳥の歌（エドナ・バスケット・ブラウン〈アイダ・ルピノ〉）
  - 刑事コロンボ 策謀の結末（ケイト・オコンネル〈ジャネット・ノーラン〉）※日本テレビ版
  - 新・刑事コロンボ 幻の娼婦（ヘレン・ヘンドリックス〈マーゴ・レドモンド〉）
  - 新・刑事コロンボ 初夜に消えた花嫁（ルイーズ・ヘイズ〈パトリシア・ヒュースン〉）
- 事件記者ルー・グラント（マーガレット・ピンチオン〈ナンシー・マーシャン〉）
- シャーロック・ホームズの冒険
  - 「ぶなの木屋敷の怪」（ストーパー所長）
  - 「四人の署名」（バーンストーン夫人）
  - 「未婚の貴族」（レディ・フローレンス）
  - 「三破風館」（メアリー・メーバリー）
- じゃじゃ馬億万長者（ミス・ジェーン・ハサウェイ〈ナンシー・クルプ〉）※フジテレビ版
- 私立探偵マグナム シーズン1 #7（レーナ・グリーンバーグ）
- 新スタートレック シーズン2 #33「D.N.A.」（キングスレー博士〈パトリシア・スミス〉）
- スカーレット/続・風と共に去りぬ（エレノア・バトラー〈ジュリー・ハリス〉）
- 0011ナポレオン・ソロ（ウィザースプーン〈レタ・ショウ〉、ミセス・サイモン）
- 地上最強の美女たち!チャーリーズ・エンジェル
  - シーズン1 #10（マギー・カニンガム）
  - シーズン2 #23（ドリー・スミス）
- 地上最強の美女バイオニック・ジェミー3 #12「陰謀！キャンパス大泥棒」（シンプソン〈ビオラ・ケイツ・スティンプソン〉）
- 逃亡者 #13（ヘンドリクス夫人〈ドリーン・マクリーン〉）
- 特捜刑事マイアミ・バイス
  - シーズン1 #19（ミュリエル・ゴールドマン）
  - シーズン2 #2（プリーステス・チャタ〈アーサー・キット〉）
- ドクタークイン 大西部の女医物語（オリーブ・デービス〈ゲイル・ストリックランド〉）
- ドクター・フー（看護婦）
- 特攻ギャリソン・ゴリラ #18（テレーズ〈ジュリー・ハリス〉）
- フラグルロック（ゴーグ・ママ：声〈マイラ・フライド〉〈初代〉、〈シェリル・M・ワグナー〉〈2代目〉）
- ベガス（ベラ・アーチャー巡査部長〈ナオミ・スティーブンス〉）
- ミステリーゾーン5 #1「殺すなら私を…」（ミセス・フィーニー〈コニー・ギルクリスト〉）
- ミス・マープル「スリーピング・マーダー」（コッカー）
- 名探偵ポワロ なぞの遺言書（セーラ）※NHK版
- 名探偵モンク2（ジュリー・パルローの祖母）
- モンスターズ シーズン1 #14（ジューン）
- ラット・パトロール シーズン2 #19（アルノ女史）

#### アニメ
- アニマトリックス（老婆）
- ダンボ（プリシー）※NHK版
- チップとデールの大作戦（スイーニー）
- 眠れる森の美女（フローラ[47]）※BVHE版
- ハウス・オブ・マウス（フローラ）
- ビアンカの大冒険（エリー・メイ）※劇場公開版
- ホーム・オン・ザ・レンジ にぎやか農場を救え!（パール）
- ロビン・フッド（マザー・ラビット）※劇場公開版＝ソフト収録

### テレビドラマ
- ザ・ガードマン 第87回「檻の中の女」（1966年12月2日、TBS） - 女中 役
- ディロン〜運命の犬（2006年、NHK）
- 魂萌え!（2006年、NHK）
- つばさ（2009年、NHK） - 折鶴のお婆さん 役

### 映画
- あおげば尊し（2005年） - 峰岸光一の母 役
- 私は猫ストーカー（2009年） - 大家 役

### 舞台
- ハロルドとモード
- 愛の結晶くん
- 鈴置洋孝プロデュース
  - 煙が目にしみる
  - スターダスト
  - 見果てぬ夢
  - 思い出のサンフランシスコ
  - 誰かが誰かを愛してる
  - 恋の片道切符
  - ムーンリバー
  - 愛さずにはいられない
  - 素晴らしきこの世界
- 雷電
  - 雷電支度部屋
  - 雷電披露宴
  - 雷電甲子園

### ナレーション
- きよしとこの夜（NHK）
- 日本和風検定→和風総本家（テレビ東京→テレビ大阪）
- オーラの泉（テレビ朝日）
- ニュースステーション（テレビ朝日）
- 夫婦でありがとう（BSジャパン） - オープニングナレーション
- はじめてのおつかい（日本テレビ）

### 人形劇
- こどもにんぎょう劇場「ぶんぶくちゃがま」（NHK教育）

### CM
- 農協・経済連（ナレーション、1988年）
- 公共広告機構「留学生インタビュー」（1988年、ラジオCMのみ）
- はくばく 「骨太家族」（ナレーション、1993年）
- 花王 「リリーフ はつらつパンツ」（ナレーション、1998年）
- 亀田製菓 「おばあちゃんのぽたぽた焼き」（おばあちゃんの声、1998年）
- 家庭教師のトライ「教えて!トライさん」（ロッテンマイヤーの声、2012年）

### ラジオ番組
- ルーテルアワー『この人を見よ』（日本ルーテル・アワー、ラジオ東京→TBSラジオほか）
  - 「山の温泉宿で」（1959年12月27日放送分） - 山本ふみ子の母 役

### その他コンテンツ
- ライオンのいただきます（フジテレビ） - 準レギュラー